# 34799 Mcdonaldboyer
34799 Mcdonaldboyer è un asteroide della fascia principale. Scoperto nel 2001, presenta un'orbita caratterizzata da un semiasse maggiore pari a 2,5246001 au e da un'eccentricità di 0,1188323, inclinata di 5,06386° rispetto all'eclittica.